# Nelson, Nya Zeeland
Nelson är en stad på norra änden av Sydön i Nya Zeeland. Det anses vara en av de bästa platserna i landet när det gäller klimat. Staden har i genomsnitt mer än 2 400 soltimmar per år. Administrativt utgör staden både ett distrikt och en region. Det tätbebyggda området har cirka 45 000 invånare och hela distriktet cirka 58 000. Nya Zeelands geografiska mittpunkt ligger inom Nelsons gränser. Nelson är sydöns tredje största stad efter Dunedin och Christchurch. Nelson och Blenheim är sydöns nordstäder. Nelson är Nya Zeelands sjunde största stad. Nelson ligger vid Tasman Bay och har därför en av Nya Zeelands finaste hamnar.
Nelson fick sitt namn efter Horatio Nelson, viceamiralen och segraren av slaget vid Trafalgar.